# Durchsatz
Als Durchsatz (englisch throughput) wird in mehreren Fachgebieten die Menge an Werkstoffen, Daten oder Informationen bezeichnet, die innerhalb eines bestimmten Zeitraumes in einem System von einem Ort zu einem anderen Ort transportiert werden.
Im Verkehrswesen wird demgegenüber von Verkehrsfluss, bei Daten vom Datenfluss gesprochen. In der Physik ist der Fluss eine physikalische Größe, die sich als Produkt eines Feldes und einer Fläche ergibt. Vergleichbar mit dem Durchsatz ist der Volumenstrom in der Fluidmechanik oder der Informationsfluss in der Informationswissenschaft. 

## Allgemeines
Bei Flüssigkeiten und Gasen spricht man vom Durchfluss. Allgemein handelt es sich beim Durchsatz um ein Maß für die Produktionsgeschwindigkeit wie beispielsweise „Liter Bier pro Stunde“ in Brauereien. Die Stoffe durchlaufen eine mehr oder weniger komplexe Anlage wie Raffinerien, Walzwerke oder andere Produktionsanlagen, wobei der Durchsatz wegen der Herstellungskosten von Interesse ist.

## Rohrleitungen
Mit wachsendem Durchmesser von Rohren verringern sich die Reibungsverluste der transportierten Materie, so dass der Durchsatz erhöht werden kann. Ein Rohrleitungs-Plan enthält die technischen Daten Betriebsdruck und Betriebstemperatur, Durchsatz und Nennweite. Als Durchsatz wird die Menge von Kraftstoffen (Erdöl, Motorenbenzin oder Heizöl) verstanden, die von einem Tanklager, einer Pipeline oder einer Verladestation abgefertigt wird.

## Produktionstechnik
In der Produktionstechnik und Produktionstheorie ist der Durchsatz die Ausbringungsmenge (englisch output) innerhalb eines bestimmten Zeitraums. In Littles Gesetz integriert, ergibt sich die Durchlaufzeit {\displaystyle DLZ} beispielsweise durch eine Produktionsanlage, indem man die Anzahl der durchlaufenden Stücke {\displaystyle WIP} durch den Durchsatz {\displaystyle D} dividiert:
{\displaystyle DLZ={\frac {\text{WIP}}{\text{D}}}}.
Von besonderem Interesse ist der Durchsatz bei der Fließbandfertigung. Sie ist durch einen gleichbleibenden Durchsatz, wenig schwankenden Durchlaufzeiten, geringen Umrüstzeiten und geringe Fehlproduktion gekennzeichnet.
In der Verfahrenstechnik und in der Chemie ist der Durchsatz die in einer bestimmten Zeiteinheit (Sekunde, Minute, Stunde) durch eine Anlage fließende Stoffmenge, gemessen in kg·s−1, kg·min−1 oder kg·h−1

## Logistik
In der Logistik wird das Durchsatz- und Leistungsvermögen eines Produktions-, Logistik- oder Transportsystems durch die Durchsatz- oder Leistungsfähigkeit eines oder weniger Engpässe begrenzt. Engpass sind dabei jene Netzwerkelemente, die beim geforderten Durchsatz am höchsten ausgelastet sind. Von Interesse ist der Durchsatz bei Förderbändern für die Auslastung der Förderstrecken.
Auch die Warenrotation wird in der Logistik zuweilen als Durchsatz bezeichnet. So haben Schnelldreher einen hohen, Langsamdreher einen niedrigen Durchsatz.

## Informationstechnik
Durchsatz ist in der Informationstechnik die mittlere Anzahl von fertiggestellten Aufträgen (Jobs) pro Zeiteinheit, bei Datenverarbeitungsanlagen das Maß für die Abarbeitung der Computerprogramme im System. Der Durchsatz ist die Rate, mit der ein Wiedergabegerät oder Endgerät Daten verarbeitet oder Daten überträgt. Auch die tatsächlich erreichte Datenverarbeitungsgeschwindigkeit wird als Durchsatz bezeichnet. Es handelt sich um eine Leistungsgröße in Rechnernetzen, Funknetzen oder Telekommunikationsnetzen.

## Telekommunikation
Beim Austausch von Daten über große Distanzen wird die Menge an Daten, die von einem System oder Teilsystem pro Zeiteinheit verarbeitet werden können, als Datendurchsatz bezeichnet und üblicherweise in Bit oder Symbole pro Zeiteinheit angegeben.

## Durchsatz-Management
Das Durchsatz-Management ist die Gesamtheit der Denkprozesse und Methoden zur Verbesserung der Leistungsfähigkeit (Durchsatz) von Systemen (siehe Theory of Constraints). Die Zuordnung zum Management zeigt die Bedeutung des Durchsatzes für die Erfüllung der Unternehmensziele.

## Wirtschaftliche Aspekte
Der Durchsatz beschreibt die Leistungsmenge pro Zeit und Ort, er ist eine Strömungsgröße. Ein steigender Durchsatz erhöht unter sonst gleichen Bedingungen die Produktivität und Wirtschaftlichkeit eines Unternehmens. Wird die Arbeitsintensität erhöht, verbessert sich über den steigenden Durchsatz die Ertragslage eines Unternehmens. Begrenzungen zur Erhöhung der Arbeitsintensität sind vor allem die Personalkapazität (Arbeitszeit), Tarifverträge und Engpässe. Der Durchsatz eines Systems wird durch Engpässe begrenzt, sie bestimmen den Durchsatz durch ein System. Die Logistikkosten hängen vor allem vom Durchsatz, aber auch vom Gewicht, Volumen und Beschaffenheit der Frachtgüter ab.